# Eugeniusz Kijewski
Eugeniusz Kijewski (ur. 25 czerwca 1955 w Poznaniu) – były polski koszykarz, występujący na pozycji rozgrywającego, reprezentant kraju, po zakończeniu kariery zawodniczej trener koszykarski, multimedalista mistrzostw Polski jako zawodnik i szkoleniowiec.
Pięciokrotny lider strzelców polskiej ekstraklasy (1978/79 – 28,9 pkt; 1981/82 – 29,5 pkt; 1984/85 – 28,1 pkt; 1985/86 – 31,2 pkt; 1987/88 – 24,2 pkt). Będąc reprezentantem Polski juniorów został wybrany do najlepszej piątki Europy. Uczestnik Igrzysk Olimpijskich 1980. Trener kadry narodowej, z którą w 1997 zajął 7. miejsce Mistrzostw Europy. Trener drużyn Polskiej Ligi Koszykówki (Anwilu Włocławek, Prokomu Trefla Sopot i PBG Basketu Poznań) oraz pierwszoligowych (Polski Cukier Toruń). Prezes Honorowy Fundacji PBG Basket Junior Poznań. W 2021 r. odznaczony Krzyżem Kawalerskim Orderu Odrodzenia Polski.

## Kariera
Jeden z najlepszych polskich koszykarzy w historii. Karierę zawodniczą związał z poznańskimi klubami – Wartą (1969–1975) i Lechem (1976–1990). Jeden sezon (1975/76) spędził w Spójni Gdańsk. Z Lechem czterokrotnie był mistrzem kraju. W seniorskiej reprezentacji zagrał 220 oficjalnych spotkań międzypaństwowych, zdobywając 3092 punkty. Brał udział w Igrzyskach Olimpijskich 1980 (7. miejsce), a także w Mistrzostwach Europy (1981, 1983). W swoim najlepszym spotkaniu ligowym zanotował 53 "oczka" (mecz Warty Poznań z Baildonem Katowice, o miejsca 5-10 sezonu 1977/78). W 395 spotkaniach zdobył 10185 punkty. Do sezonu 2008/09 wynik ten był rekordem Polski, gdy podbił go Adam Wójcik (oficjalne statystyki w liczbie zdobywanych punktów PZKosz. zaczął prowadzić dopiero od 1976 r., przez co Kijewskiemu nie policzono bilansu pierwszych kilku sezonów na szczeblu seniorskim).
Karierę trenerską rozpoczął tuż po zakończeniu czynnej kariery zwodniczej. W latach 1990–1997 prowadził Lecha, w następnych dwóch sezonach (1997–1999) Anwil Włocławek. Pracę w tych klubach łączył z funkcją selekcjonera kadry narodowej. Jej szkoleniowcem był przez pięć lat (1993–1998), na Mistrzostwach Europy 1997 prowadzona przez niego reprezentacja Polski zajęła 7. miejsce. Trenerem Prokomu był od 7 lutego 2000, pod jego wodzą sopocki zespół czterokrotnie zdobył tytuł mistrza Polski (2004–2007). 30 listopada 2007 podał się do dymisji.  W sezonie 2008/09 prowadził w ekstraklasie PBG Basket Poznań. Od sezonu 2012/2013 był trenerem pierwszoligowej drużyny - Polski Cukier SIDEn Toruń, w lutym 2013 roku został zwolniony z tej funkcji. Obecnie Prezes Fundacji PBG Basket Junior Poznań, której celem jest wspierać młodych i utalentowanych koszykarzy.

## Osiągnięcia zawodnicze

### Klubowe
Drużynowe
- 4-krotny mistrz Polski (1983-84, 1989-90)
- 2-krotny wicemistrz Polski (1982, 1985)
- 2-krotny brązowy medalista mistrzostw Polski (1987-88)
- Zdobywca Pucharu Polski (1984)
- Mistrz Polski Juniorów z Wartą Poznań (1974)

Indywidualne
- 3-krotny Zawodnik Roku (1979, 1982, 1986)
- 5-krotny lider strzelców polskiej ligi (1979, 1982, 1985-86, 1988)
- 10-krotnie zaliczany do I składu najlepszych zawodników ligi (1979-80, 1982-84, 1986-90)
- Lider strzelców podczas MPJ (1974)

### Kadra
Seniorów
- 3-krotny uczestnik mistrzostw Europy (1979 – 7. miejsce, 1981 – 7. miejsce, 1983 – 9. miejsce)
- Uczestnik Igrzysk Olimpijskich (1980 – 7. miejsce)
- Lider Eurobasketu w skuteczności rzutów wolnych (1979 – 93,3%)[6]

Młodzieżowe
- Lider strzelców mistrzostw Europy U–18 (1974)[7]
- Uczestnik mistrzostw Europy U–18 (1974 – 6. miejsce)[8]

## Osiągnięcia trenerskie

### Klubowe
- 4-krotny mistrz Polski (2004-07)
- 4-krotny wicemistrz Polski (1991, 1999, 2002-03)
- 2-krotny brązowy medalista mistrzostw Polski (1994, 2001)
- 2-krotny zdobywca Pucharu Polski (2000-01)

### Indywidualne
- Najlepszy Trener PLK (2004, 2006 oficjalnie, 2004, 2005 według Gazety[9])

### Kadra
- Uczestnik mistrzostw Europy (1997)
- Wieloletni szkoleniowiec reprezentacji Polski (1993–98)